# Département d'Apóstoles
Le département d'Apóstoles est une des 17 subdivisions de la province de Misiones, en Argentine. Son chef-lieu est la ville d'Apóstoles.
Le département a une superficie de 1 035 km2. Sa population s'élevait à 38 028 habitants, selon le recensement de 2001 (INDEC).